# Patrice Canayer
Pour les articles homonymes, voir Canayer.
Patrice Canayer, né le 4 avril 1961 à Nîmes, est un entraîneur de handball français.
En 30 ans au Montpellier Handball, il se construit le plus grand palmarès de club en France avec notamment deux Ligues des champions en 2003 et 2018 et quatorze Championnats de France.

## Biographie

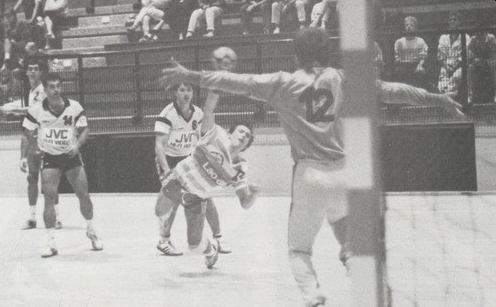
Patrice Canayer au tir en 1986.

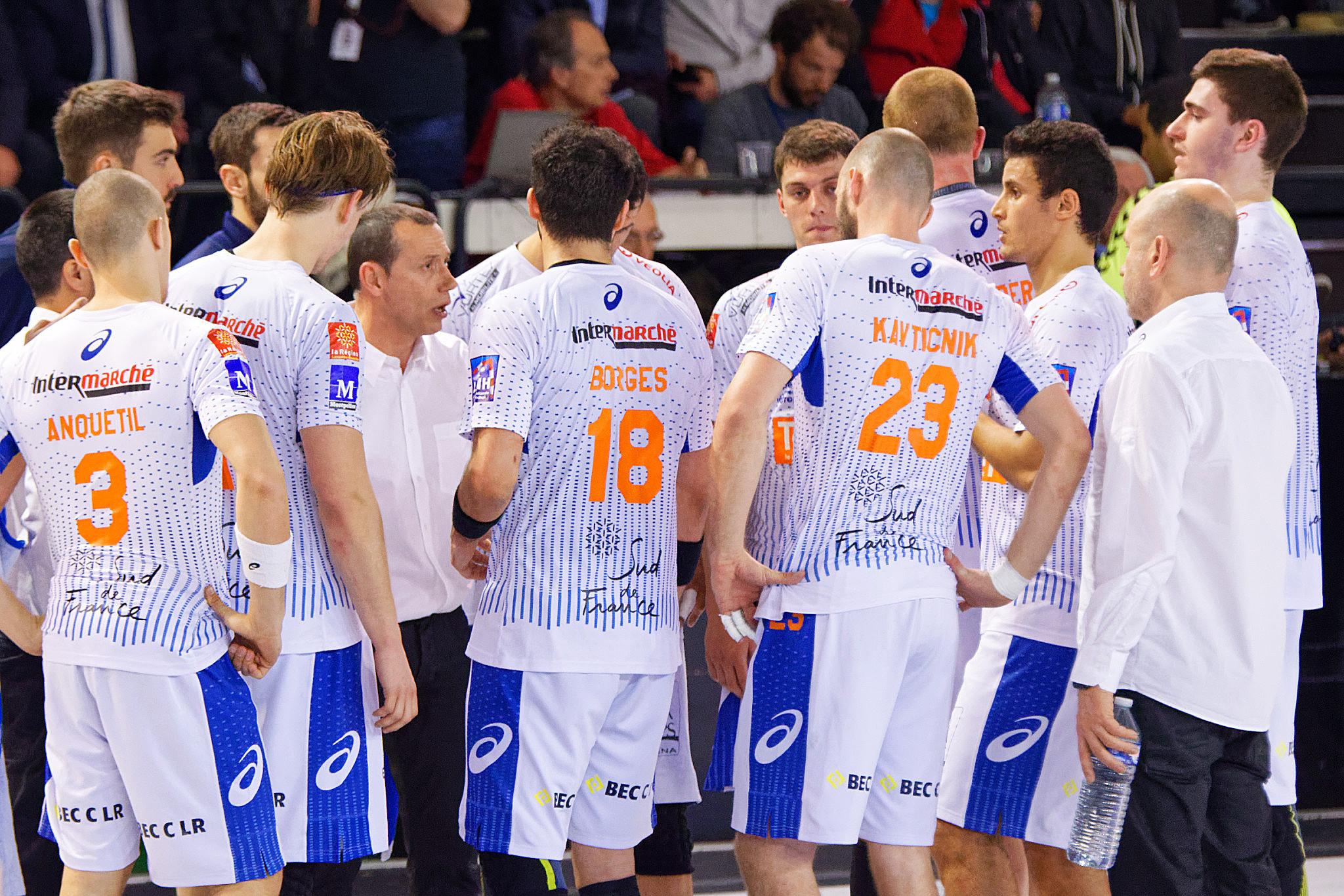
Patrice Canayer au milieu de ses joueurs montpelliérains en 2016.

L’enfance de Patrice Canayer tourne autour du bar familial, où il observe «la vie des gens qui travaillent dur» . Baccalauréat en poche, il part pour Bordeaux pour des études de prof de gym et est joueur de handball au Stade Pessacais UC (SPUC) entre 1982 et 1985. Il est ensuite joueur au Paris-Racing-Asnières jusqu'en 1990, année où le club remporte la finale du Championnat de France de Nationale 1B, Canayer marquant 4 buts sur l'ensemble des deux matchs.
Mais notamment du fait d’un niveau de jeu moyen, il se dirige rapidement vers des responsabilités d'entraîneur, tout d'abord auprès de l'équipe espoir du Paris Racing Asnières entre 1988 à 1990 puis l'équipe première en 1990, année où le club retrouve l'élite après une saison en D2. Il a notamment sous ces ordres deux joueurs en devenir, Jackson Richardson et Patrick Cazal. Il est également Conseiller technique Régional Île-de-France entre 1990 et 1992. En 1992, le club passe sous le contrôle du Paris Saint-Germain Omnisports, sous la direction de Charles Biétry et Michel Denisot, mais le club ne progresse pas avec trois 6e place puis une 5e place en championnat et une demi-finale de Coupe d'Europe des Villes en 1994.
En 1994, il retrouve son Languedoc en rejoignant le Montpellier Handball, jeune club français plein d’ambitions. Et dès sa première saison, il remporte le premier titre de Champion de France du club dans les dernières secondes du dernier match de championnat contre l'OM Vitrolles. À Montpellier, il participe à l'évolution du club vers le plus haut niveau français. Cette évolution s'appuie sur principes de continuité, tant du côté des dirigeants que du côté des joueurs. Montpellier fournit depuis des années une grande partie de l'effectif de l'équipe de France, les joueurs trouvant à Montpellier les structures d'un grand club européen, participant chaque année à la Ligue des Champions, compétition remportée en 2003. Ils y trouvent également un entraîneur exigeant et privilégiant le groupe, tout en préservant les individualités.
Entre 1998 et 2012, Montpellier a remporté treize des quinze titres de champion de France, étant vice-champion en 2000-2001 derrière Chambéry et en 2006-2007 derrière Ivry. Pendant la même période, il a remporté onze fois la Coupe de France et huit fois la Coupe de la Ligue. Malgré une concurrence accrue à compter de 2012, en particulier de la part du Paris S-G, du Dunkerque HGL ou encore du HBC Nantes, il parvient à remporter ses 9e et 10e Coupes de la Ligue.
En 2018, il permet à Montpellier de remporter sa deuxième Ligue des champions, 15 ans après le titre de 2003. Il est ainsi le premier entraîneur à remporter la Ligue des champions après avoir été engagé dans les poules basses. Avant même le Finale Four, il est élu meilleur entraîneur de la Ligue des champions puis est nommé à l'élection du meilleur entraîneur de l'année d'une équipe masculine en 2018.
En août 2023, à l'aube de sa trentième saison à la tête Montpellier Handball, il décide de ne prolonger son contrat et donc de quitter le Montpellier Handball au terme de la saison 2023-2024, trente ans après son arrivée,.

## Palmarès

### Joueur
- Vainqueur du  Championnat de France de Nationale 1B en 1990 avec le Paris-Asnières

### Entraîneur
Sauf précision, le palmarès est celui acquis avec le Montpellier Handball
Compétitions internationales
- Vainqueur de la Ligue des champions (C1) (2) : 2003 et 2018
- Finaliste de la Coupe de l'EHF (C3) en 2014
- Demi-finaliste de la Coupe des Villes (C4) en 1994 (avec PSG-Asnières)

Compétitions nationales
- Championnat de France
  - Vainqueur (14) : 1995, 1998, 1999, 2000, 2002, 2003, 2004, 2005, 2006, 2008, 2009, 2010, 2011, 2012
  - Vice-champion (7) : 2001, 2007, 2015, 2018, 2019, 2021, 2023
- Coupe de France
  - Vainqueur (13) : 1999, 2000, 2001, 2002, 2003, 2005, 2006, 2008, 2009, 2010, 2012, 2013, 2016
  - Finaliste (4) : 1998, 2017, 2021, 2023
- Coupe de la Ligue
  - Vainqueur (10) : 2004, 2005, 2006, 2007, 2008, 2010, 2011, 2012, 2014, 2016
  - Finaliste (3) : 2003, 2009, 2019
- Trophée des champions
  - Vainqueur (3) : 2010, 2011, 2018

### Distinctions individuelles
- Médaille de la jeunesse, des sports et de l'engagement associatif, or[6]
- Elu meilleur entraîneur du championnat de France (8) : 2002, 2003, 2006, 2008, 2010, 2012, 2015, 2018
- Elu meilleur entraîneur de la Ligue des champions (1) : 2018[3]
- Nommé à l'élection du meilleur entraîneur de l'année d'une équipe masculine en 2018